# 上磯町
上磯町（かみいそちょう）は、北海道渡島支庁中部にあった町。
町名の由来は函館市の西部（上）の海岸（磯）に位置していた事からとされる。渡島支庁では函館市に次いで人口の多い自治体であった。
上磯町・亀田郡大野町による協議の結果、合併し市制を施行することに決まった。新市名は「北斗市」。
2005年2月28日に合併調印式を行い2006年2月1日に合併された。なお、上磯町役場は北斗市役所の所在地となっている。

## 地理
渡島管内中部に位置。南西部は平野で、函館湾に面し、大野川河口を有する。西部は山岳。沿岸部を国道228号、江差線が通る。
- 山: 桂岳 (734m)
- 河川: 大野川、戸切地川
- 湖沼: 上磯ダム

### 隣接していた自治体
- 渡島支庁
  - 函館市
  - 上磯郡：木古内町
  - 亀田郡：七飯町、大野町
- 檜山支庁
  - 檜山郡：厚沢部町

## 沿革
- 1900年（明治33年）7月1日 - 上磯郡上磯村、中野村、清川村、谷好村（たによし）、富川村が合併、一級町村制、上磯村が発足。
- 1918年（大正7年）1月1日 - 町制施行、上磯町となる。
- 1955年（昭和30年）4月1日 - 上磯郡茂別村（もべつ）を編入
- 2006年（平成18年）2月1日 - 亀田郡大野町と合併、北斗市が発足。

## 経済
基幹産業は農業（稲作、畑作）、工業、漁業。函館市に近い西部は工業地帯となっており、セメントの製造などがおこなわれている。

### 漁業
- 上磯漁港
- 茂辺地漁港
- 当別漁港

## 教育
- 高等学校
  - 北海道上磯高等学校
  - 北海道函館水産高等学校
- 中学校
  - 石別、上磯、浜分、茂辺地
- 小学校
  - 石別、沖川、上磯、久根別、谷川、浜分、茂辺地
- 養護学校
  - 北海道七飯養護学校おしま学園分校

## 交通

### 鉄道
- 北海道旅客鉄道（JR北海道）
  - 江差線: 渡島当別駅 - 茂辺地駅 - 上磯駅 - 清川口駅 - 久根別駅 - 東久根別駅 - 七重浜駅

### バス
- 函館バス

### 道路
- 一般国道
  - 国道227号
  - 国道228号
- 都道府県道
  - 北海道道29号上磯厚沢部線
  - 北海道道96号上磯峠下線
  - 北海道道100号函館上磯線
  - 北海道道530号上磯停車場線
  - 北海道道756号大野上磯線

## 名所・旧跡・観光スポット・祭事・催事
- 松前藩戸切地陣屋跡
- 陣屋跡桜並木
- 七重浜温泉
- トラピスト修道院（正式名称厳律シトー会灯台の聖母大修道院） 日本最初の男子トラピスト修道院
- 三木露風の詩碑
- 男爵資料館
- ルルドの洞窟
- 台風海難者慰霊碑 1954年の洞爺丸台風による被害者の慰霊碑
- 七重浜海浜公園
- 函館スパビーチ

## 著名な出身者
- 三橋美智也 - 歌手
- 新谷のり子 - 歌手
- 中野智樹 - DJ、パーソナリティ
- 大晃定行 - 大相撲力士（最高位・小結。引退後、年寄・阿武松を襲名）
- 桧山剛志 - 大相撲力士（最高位・十両）
- 成田可菜絵 - 女子競輪選手

## ゆかりのある人物
- 三木露風 - 詩人、童謡作家、歌人、随筆家。兵庫県出身。トラピスト修道院で文学講師を務めた。
- 川田龍吉 - 土佐出身。明治時代に町内で川田農場を開いた。男爵芋の生みの親。